# Hindu Temple Society of North America

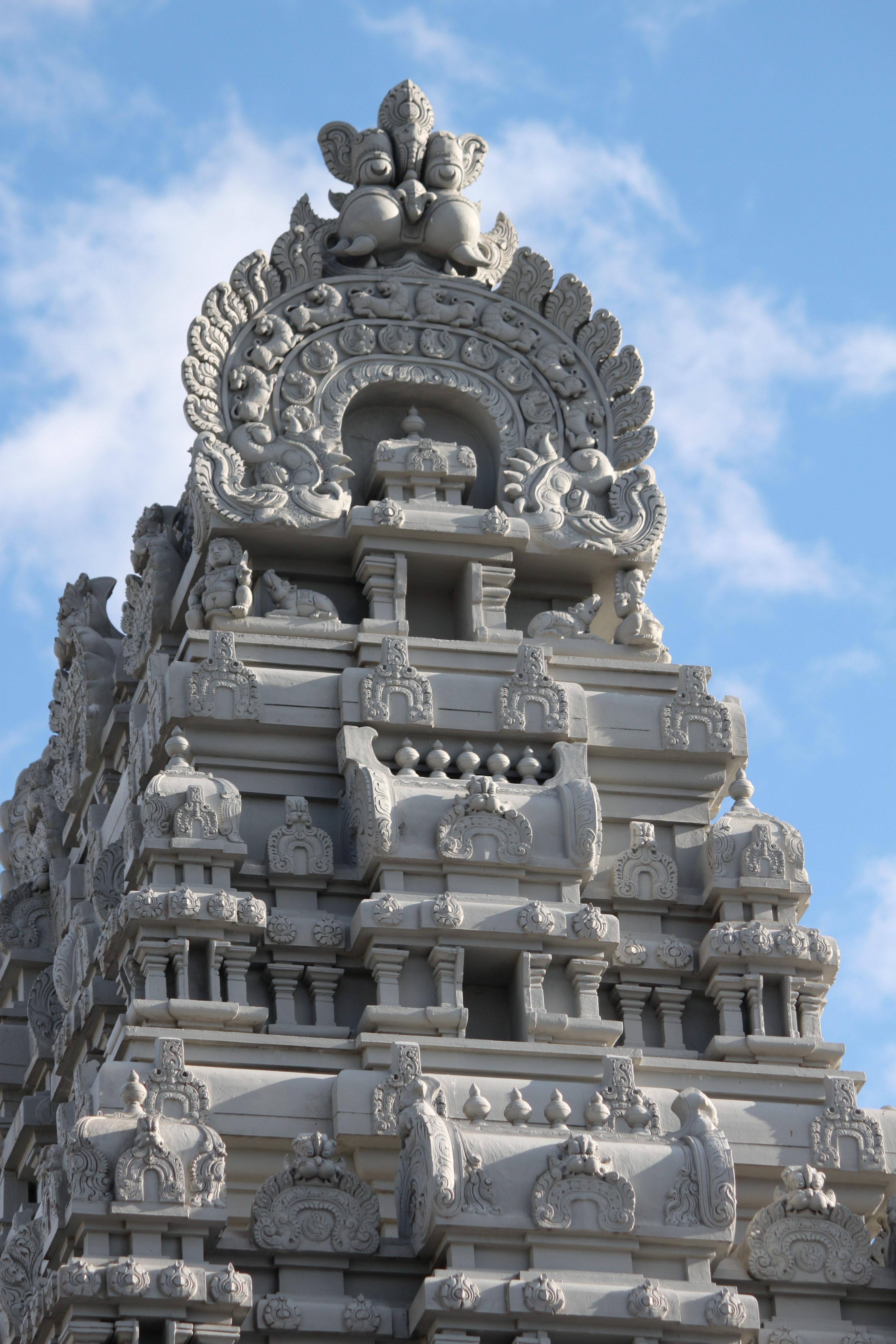
Extérieur de la Hindu Temple Society of North America, Flushing, Queens.

Hindu Temple Society of North America, représentant Sri Maha Vallabha Ganapati Devasthanam, (en Tamoul : ஸ்ரீ மஹா வல்லப கணபதி தேவஸ்தானம். en Telugu: శ్రీ మహావల్లభ గణపతి దేవస్థానం Sanskrit : श्री महावल्लभ गणपति देवस्थानम्), au 45-57 Bowne Street, dans le quartier de Flushing, dans le borough du Queens, à New York, prétend être le tout premier des temples hindous traditionnels aux États-Unis.
Inauguré en 1977, il est communément appelé le Ganesh Temple, Flushing, car la principale divinité y est Ganesh. Bien qu'il existe maintenant plusieurs temples hindous dans la région de New York, ce temple continue d'être parmi les plus importants d'entre eux. L'architecture du temple et les rituels suivent la tradition du sud de l'Inde.
Le temple est visité non seulement par les hindous mais aussi par ceux qui souhaitent explorer la diversité religieuse dans le Queens. Le tout premier temple Jain aux États-Unis, le Jain Center of America, est également situé dans le Queens, à proximité d'Elmhurst.
Le temple a un restaurant végétarien appelé la cantine du temple dans le sous-sol qui est populaire pour sa cuisine du sud de l'Inde et pour l'expérience du temple. La cantine nourrit 4 000 personnes par semaine, dont 10 000 pendant les vacances de Divali.

## Histoire
La Hindu Temple Society of North America a été constituée le 26 janvier 1970 et s'est d'abord rencontrée dans le salon d'Alagappa Alagappan, l'un des cofondateurs . Il a acquis de l'Église orthodoxe russe un site sur lequel se trouve l'actuel temple. La structure actuelle, conçue conformément aux Agama Sastras (écritures relatives à la construction du temple), a été achevée en 1977 et le Temple a été consacré le 4 juillet de la même année. Sri La Sri Padrimalai Swamigal, de Madras, avait préparé vingt-six yantras pour le temple et fait des pujas pour eux pendant cinq ans avant de les installer. Il a été reconsacré en 2009.
La population indienne de New York est passée d'environ 6 000 en 1970 à plus de 94 000 en 1990. Beaucoup d'entre eux faisaient partie des professionnels qui ont commencé à arriver d'Inde après la libéralisation des règles d'immigration américaines en 1965 . Le temple Ganesh a été suivi par le temple hindou et la société culturelle de Bridgewater (New Jersey) et le temple hindou de Staten Island.
Le temple comprend un Pathsala (école) où les enfants apprennent des langues telles que l'hindi, le tamoul, l'anglais et le sanskrit ainsi que les mathématiques, les sciences et la religion. Des cours de yoga et de méditation sont également proposés. La construction de la bibliothèque Vedanta, du centre pour personnes âgées et des logements du personnel a également été entreprise.

## Architecture
Le temple est construit en granit. Il est entré par une passerelle gopuram. Le sanctuaire principal est dédié à Ganesh, tandis que d'autres sanctuaires abritent des idoles de Lord Balaji, de la déesse Mahalakshmi, de Lord Hanuman et de Sri Nagendra Swamy. Le temple comprend un dhvajastambha (colonne) et un rajagopuram (haute tour). Sthapathi (architecte du temple) Muthiah avait supervisé la reconstruction.

## Voir également
- Parliament of the World's Religions